# Масловка (Лямбірський район)
Ма́словка (рос. Масловка, ерз. Масловка) — присілок у складі Лямбірського району Мордовії, Росія. Входить до складу Болотниковського сільського поселення.
В радянські часи існувало окремо два населених пункти — Масловка та Александровка.

## Населення
Населення — 167 осіб (2010; 163 у 2002).
Національний склад (станом на 2002 рік):
- росіяни — 87 %